# Die Supernasen
Die Supernasen ist eine deutsche Filmkomödie aus dem Jahr 1983 mit Mike Krüger und Thomas Gottschalk. Der Film war einer der Kassenerfolge des deutschen Kinos der 1980er Jahre und ist der zweite Teil der Supernasenfilmreihe.

## Handlung
Tommy verliert seinen Job als Maskenbildner beim Bayerischen Rundfunk, nachdem er eine Ansagerin mit Haarspray eingenebelt und anschließend beleidigt hat. Mike wird von seiner Freundin verlassen, weil er sich einerseits nur um seine Musik kümmert und andererseits aufgrund der Tatsache, dass er, weil das BAföG-Amt sein Studium nicht über das 19. Semester hinaus finanzieren möchte, finanziell auf dem Trockenen sitzt. Beide brauchen also Geld und beschließen kurzerhand, Detektive zu werden. 
Schnell haben sie einen ersten Auftrag: Der reiche Industrielle Sasse verdächtigt seine Gattin, ihn zu betrügen. Tommy und Mike sollen sie daher beschatten und entsprechende Beweisfotos schießen. Also reisen Mike und Tommy nach Bad Spänzer, wo sich unter der Adresse Terrenz Hill 27 ein nobles Damen-Aerobic-Center befindet, in dem die Dame gerade einen Trainingskurs besucht. Frau Sasse entpuppt sich allerdings als treue Gattin, sodass Mike ihr als verkleideter Preuße Avancen macht, damit Tommy und er doch noch an die geforderten Fotos kommen. Anschließend versucht Tommy, als Sterndeuterin Madame Cassier verkleidet, Frau Sasse deren Geheimnisse zu entlocken.
Und auch für einen weiteren Auftrag müssen sich die Amateurdetektive kostümieren: Tommy doubelt, gegen ein fürstliches Honorar, einen arabischen Scheich, ohne zu ahnen, dass ein Attentat auf ihn geplant ist. Mike wiederum gibt sich als General der Bundeswehr aus, um seine Freundin Alice und Tommys Freundin Lucy aus den Fängen von Geheimdienstmajor Schneider zu befreien, der die Frauen für Terroristinnen hält. 
Am Ende finden Herr und Frau Sasse wieder zusammen, und Tommy und Mike spenden ihr Honorar einem von der Schließung bedrohten Waisenhaus.

## Hintergründe
Der Filmtitel ist eine Anspielung auf die markanten Nasen der beiden Hauptdarsteller.
Dies ist der zweite gemeinsame Film von Thomas Gottschalk und Mike Krüger nach Piratensender Powerplay, jedoch der erste, zu dem sie auch gemeinsam das Drehbuch geschrieben haben. Er wurde, ebenso wie der Nachfolger Zwei Nasen tanken Super, hauptsächlich in Velden am Wörthersee gedreht. Die Anfangsszene wurde in München gedreht. 
Gemeinsam mit dem vierten gemeinsamen Film Die Einsteiger spricht man auch von den Supernasen-Filmen.
Das Lied Alice wurde von Inker & Hamilton interpretiert. Die Supernasen hatte vier Millionen Kinobesucher.
In einer Cameo-Rolle ist der Regisseur und Mitproduzent Otto Retzer als Attentäter zu sehen. Thomas Gottschalks damalige Frau Thea verkörpert eine Gespielin Prinz Faruks (gespielt von Thomas Gottschalk) und ist Teil der Tischgesellschaft beim Festdinner im Schloss. Außerdem sind einige Darsteller in Nebenrollen zu sehen, die zur Stammbesetzung von Karl Spiehs' Produktionsgesellschaft Lisa Film gehören, z. B. Erwin Neuwirth oder Gudrun Velisek, in der Rolle von Heinrich Sasses Geliebter.

## Kritiken
„Publikumslieblinge Gottschalk und Krüger schrieben zu diesem ihrem zweiten Spielfilm auch das Drehbuch – leider; denn ihre Versuche, das Kintopp der frühen 60er Jahre in dem Blödsinn noch zu übertreffen, an dem es damals zugrunde ging, gelingen.“

„Konventionelle Verwechslungskomödie, die vor allem durch die beiden Hauptdarsteller unterhält.“